# 왕자지
왕자지(王字之, 1066년 ~ 1122년 5월 2일 (음력 3월 24일))는 고려 중기의 문신, 외교관, 음악가이자 군인이다. 내시 출신으로, 윤관, 오연총의 북방개척에 참전해 큰 공을 세웠다. 또한 송나라에 하례사로 파견되었다가 송나라 휘종에게 대성아악(大晟雅樂)을 전수받아 고려에 전파하였으며 이는 문묘제례악의 시초가 되었다.
자는 원장(元長)이고 아명(兒名)은 소중(紹中), 시호는 장순(章順). 개국공신 왕유의 후손이며, 고려 예종의 장인 이자겸과는 사돈간이다.
윤관의 북방개척에 참전해 공을 세웠으며 1108년(예종 3년) 병마판관(兵馬判官)이 되어 윤관의 부장으로 출전하여 휘하에서 척준경과 함께 함주와 영주에 침입한 여진족을 격퇴하였다. 그 뒤 좌산기상시, 이부상서, 추밀원사 등을 거쳐 참지정사로 재직하던 중 사망하였다.

## 생애

### 가문과 출생
1066년 개경에서 태어났으며 생일은 미상이다. 그의 고조부 왕유는 원래 태봉 때 원외(員外), 동궁기실(東宮記室)을 역임했으나 궁예의 난정(亂政)에 실망, 출가하여 산속에 은거하다가 918년 왕건을 만나 여러 요직을 거쳐 공을 세워 왕씨(王氏) 성을 받았다. 932년(고려 태조 15) 대상(大相)이 되어 5대 10국의 후당에 파견되어 조공(朝貢)을 바치고 태조를 고려왕, 왕비 유씨(柳氏)를 하동군부인(河東郡夫人)에 책봉할 것을 주청(奏請), 승인을 얻어 책봉고명서를 받아 왔고, 후에 해주 왕씨의 시조가 되었다. 그의 고조부 왕유는 본래 박씨였다는 설이 있고, 일설에는 왕유는 중국 산동성 출신이라고 한다.
그의 아버지와 어머니, 형제 자매에 대한 기록은 미상이며, 왕국모와 결혼한 그의 누이는 고려사, 고려사절요 등에 의하면 그의 손위 누이였다 한다. 고려사 95권 열전에 왕국모편에 의하면 子幼, 妻弟王字之服喪이라 하여 왕국모가 죽을 때 그 자녀들이 어려서 처남인 왕자지가 대신 상주노릇을 했다 하였다.
왕자지의 어린 시절과 초기 생애에 대해서는 알려진 것이 없다. 부인은 황려군부인 김씨(黃驪郡夫人 金氏)로 경주김씨라는 설과 여주김씨라는 설이 있는데 선계는 불확실하다. 황려군부인의 아버지는 검교태자소사(檢校大子少師) 김정지(金廷砥)이고, 할아버지는 검교태사 장작감(檢校大師 將作監) 김자화(金子華)이며, 증조할아버지는 검교사공 상서우복야(檢校司空 尙書右僕射) 김경렴(金慶廉)이다.

### 관료 생활과 여진족 토벌 참전

척경입비도, 윤관 등이 여진족정벌 직후 국경비를 세우는 장면 (17세기 민화)

그는 음서로 출사하여 서리(胥吏)가 되고 여러 관직을 지냈다. 그 뒤 그의 매부인 왕국모가 이자의를 죽일 때 협력하여 도교령(都校令)에 임명되었다. 이때 그는 궐문을 지키고 있었고 왕국모가 성공하면서 요직에 발탁되었다.
왕자지는 숙종 때 내시(內侍) 등을 지내고 두번 전직하여 전중시어사가 되었다. 예종 때인 1108년(예종 3년) 병마판관(兵馬判官)으로 재직 중, 대원수 윤관의 부장으로 출정, 윤관, 오연총 등과 함께 함주(咸州) 등지에서 여진족을 정벌하였다. 이때 여러번 싸워서 공을 세웠다. 그 뒤 전중소감(殿中小監) 등을 거쳤다. 또한 그해 8월 11일 척준경(拓俊京) 함주(咸州), 영주(英州)에서 여진족 33인의 수급을 베었고, 9월 11일 행영병마판관(行營兵馬判官)으로 척준경과 함께 사지령(沙至嶺)에서 여진을 공격하여 27명의 머리를 베고 3명을 사로잡았다.
이때 여진족의 기습공격을 받고 고려군이 퇴각할 때 그는 말을 잃어버리고 화살을 맞아 죽을 위기에 처했으나 척준경이 달려와 그를 구출하여 되돌아갔고, 척준경은 말을 잃은 그를 위해 여진족을 추격하여 사살하고 장갑마 한필을 구해 주었다. 이 일을 계기로 그는 척준경]과 가까워졌다고 한다. 그후 여진족의 저항이 계속되자 오연총이 출정, 다시 그의 부장으로 출정했다. 오연총의 지휘 하에 문관(文冠)·김준(金晙)·왕자지는 정예 병력 1만을 이끌고 출전, 네 갈래로 병력을 나누어 수륙으로 함께 전진했으며, 오음지령(烏音志嶺)·사오령(沙烏嶺)에서 여진족과 교전하였다. 그는 여러 번 윤관 등을 도와 여진족 정벌에 출정하여 승리하고 돌아왔다.
1108년 1월 권지승선(權知承宣)으로, 공험성(公險城, 현 함경북도 회령)에서 군사를 거느리고 도독부에 오다가, 갑자기 매복중이던 여진족 추장 사현(史現)의 군사를 만나 이와 싸우다가 패하여 타고 있던 말을 잃었다. 곧 척준경이 곧 날랜 군사를 이끌고 가서 구하여 적을 패퇴시켜, 말과 함께 오랑캐의 갑옷 입힌 말을 빼앗아 가지고 돌아왔다. 이후 시랑으로 있다가 1109년 3월 승선 임언(林彦) 등과 함께 동계행영 병마별감(東界行營兵馬別監)으로 부임하였다.
그 뒤 1112년(예종 2년) 2월 27일 이부시랑 추밀원좌승선(吏部侍郞樞密院左承宣)을 거쳐 1113년(예종 8년) 12월 예빈시경(禮賓侍卿) 겸 추밀원지주사(樞密院知奏事)가 되었다. 그 뒤 전중시소감(殿中侍少監), 전중감 등을 거쳐 다시 추밀원지주사(樞密院知奏事)가 되어 1114년 6월 호부낭중 문공언(文公彦)과 함께 송나라 개봉부에 파견되었다. 1115년 이부상서(吏部尙書)가 되고, 그해 4월 다시 사은 겸 진봉사(謝恩兼進奉使)로 문공언(文公彦)과 함께 송나라 개봉부에 파견, 6월에 귀국하였다.
1116년(예종 11년) 음력 6월 하례사로 임명되어 문공미(文公美)와 함께 송나라에 갔다가 송나라 휘종에게 대성아악(大晟雅樂)을 전수받아 고려에 도입하였다.

### 생애 후반
왕자지는 1117년(고려예종 12년) 2월 20일 좌산기상시(左散騎常侍) 동지추밀원사(同知樞密院事)가 되고, 그해 12월 병부상서 겸 지추밀원사(兵部尙書兼知樞密院事), 1118년 동북면병마사 겸 지행영병마사(東北面兵馬使兼知行營兵馬事)로 나갔다가 다시 내직으로 돌아와 1119년 추밀원사 겸 판삼사사(樞密院使兼判三司事)가 되었다. 추밀원사 재직 중 팔관회(八關會) 행사의 습의(習儀) 도중 추밀원에서 차린 과탁(果卓)이 사치스러워 대관(臺官)이 일을 맡은 별가(別駕)를 체포하였다. 이때 그는 한안인(韓安仁)과 함께 술에 취하여 성을 내고 꾸짖으며 별가를 석방하라 하였으나 대관이 듣지 않아 물의가 되었다.
1120년 송나라 황제가 금함(金函)에 담아 선물로 보내온 부처의 사리, 치아와 두골(頭骨) 일부를 외제석원(外帝釋院)에 안치하였다가, 다시 산호정(山呼亭)에 안치하는 일을 주관하였다. 그뒤 호부상서를 거쳐 1122년 3월 이부상서(吏部尙書)가 되었다가 참지정사 판호부사(參知政事判戶部事)가 되었다.
1122년(예종 17년) 음력 3월 24일 참지정사로 재직 중 개경에서 병으로 사망하였다. 사망 당시 그의나이는 향년 57세였다. 예종은 왕자지의 죽음을 슬퍼하여 3일간 조회를 파하고 부의를 내려주었다.

### 사후
고려사와 고려사절요에는 그의 묘지가 기록되지 않았으나, 부인 황려군부인 김씨 묘지명에 의하면 경기도 임강현(臨江縣) 세곡(細谷) 서산(西山)에 매장되었다 한다. 후일 1130년에 죽은 그의 처는 그의 묘소 북쪽에 매장되었다.
아들은 왕의(王毅)이며, 그의 딸은 척신 이자겸의 아들 이공의(李公儀)에게 출가하였는데, 이자겸이 반란을 일으켜 패하자 유배당하였다.
사후 예종의 묘정(廟庭)에 배향되었는데 뒤에 간관들이 상소를 올려 "전공은 있다 하나 위로 임금을 광구(匡救)한 바 없고, 아래로는 백성을 이택(利澤)한 바 없다."고 거듭 상소를 올려 결국 종묘 배향이 취소되어 출향되었다. 시호는 장순이다.

## 가족 관계
그의 딸은 고려 예종의 처남댁이자 고려 인종의 외숙모가 된다.
- 처증조부 : 김경렴(金慶廉)
- 처조부 : 김자화(金子華)
- 처부 : 김정지(金廷砥, 본관은 경주)
  - 왕자지
  - 부인 : 황려군부인 경주김씨(黃驪郡夫人慶州金氏, 1063년~1130년 7월 10일)
    - 자 : 왕의(王毅)
    - 자부 : 서씨 - 판장작감사(判將作監事)를 지낸 서균(徐鈞)의 딸
    - 녀 : 해주 왕씨(海州 王氏)
    - 녀서 : 이공의(李公儀, ? ~ ?), 위위시경, 형부시랑 역임, 이자겸의 차남

  - 누나 : 해주 왕씨(海州 王氏)
  - 자형 : 왕국모(王國髦, ? ~ 1095년) - 개성 왕씨(開城 王氏)
    - 조카 : 이름 미상

## 평가
성균관 문묘에 공자외 현인들에게 제사지낼 때의 제례악인 문묘제례악의 기원이 된 대성아악을 도입한 점이 조선시대 내내 높이 평가되었다.

## 기타
고려사에 의하면 매부 왕국모가 사망할 때, 자녀들의 나이가 어려 그가 대신 상복을 입었다 한다.
사위 이공의는 이자겸의 차남이며, 최충의 증손 최사추 (崔思諏)의 외손이었다.
그의 처 황려군부인은 경주김씨 설과 여주김씨 설이 있으나 불확실하다.

## 같이 보기
| - 문공미 - 대성아악 - 종묘제례악 - 장악원 - 아악 - 문묘제례악 - 박연 - 이자겸 - 인예왕후 | - 이자겸의 난 - 윤관 - 윤언이 - 강동 6주 - 척준경 |

## 참고 문헌
- 고려사
- 고려사절요
- 동사강목
- 대동운부군옥
- 고려명신전 (남공철 저)